# 黄金三角形

黄金三角形。a と b の比は黄金比φに等しい。

黄金三角形（おうごんさんかくけい、英語: Golden triangle）は、長辺と短辺の長さの比 {\displaystyle {\frac {a}{b}}} が黄金比 {\displaystyle \varphi ={\frac {1+{\sqrt {5}}}{2}}} となる二等辺三角形である。
黄金三角形は、大星型十二面体や小星型十二面体の展開図に現われ、黄金グノモンは大十二面体の展開図に現れる。また、いずれも対角線を引いた正五角形や正十角形の中にも見出すことができる。

正十角形に含まれる黄金三角形。
正五角形に対角線を引いてできる正五芒星に含まれる黄金三角形と黄金グノモン。

## 性質

### 角度
黄金三角形の頂角の大きさは
{\displaystyle \theta ={\pi  \over 5}=36^{\circ }.}
であり、左の長辺を延長することで以下のように求められる。
{\displaystyle \theta =\pi -2\arccos \left({\frac {b}{2a}}\right)=\pi -2\arccos \left({\frac {1}{2\varphi }}\right)=\pi -{\frac {4\pi }{5}}={\frac {\pi }{5}}.}
よって、黄金三角形は鋭角二等辺三角形であり、残りの2つの角は72度となる。黄金三角形は、3つの角の比が 2:2:1 となる唯一の三角形である。

### 長さと面積
黄金三角形の頂角から底辺に下ろした垂線の長さhは、短辺の長さbを用いて、
{\displaystyle h={\frac {1}{2}}b{\sqrt {5+2{\sqrt {5}}}}}
と表されるため、黄金三角形の面積Sは、
{\displaystyle S={\frac {1}{4}}b^{2}{\sqrt {5+2{\sqrt {5}}}}}
と表すことができる。
黄金三角形の内接円の半径rは、
{\displaystyle r={\frac {2S}{b(1+2\varphi )}}={\frac {1}{2}}b{\sqrt {5-2{\sqrt {5}}}}}
である。

### 対数螺旋

黄金三角形は対数螺旋に内接する。

前述の通り、黄金三角形の角の比は 2:2:1 である。よって、72度である底角を2等分することで新しい黄金三角形を作ることができ、これを無限回繰り返してできた黄金三角形の頂点をつなぐことによって、対数螺旋を描くことができる。
なお、黄金螺旋とは異なり、黄金螺旋は90度の回転毎に黄金数倍大きくなるが、この対数螺旋は同じ分だけ大きくなるのに108度の回転を要する。すなわち、黄金螺旋は、
{\displaystyle r=\left(\varphi ^{\frac {2}{\pi }}\right)^{\theta }}
で表され、この対数螺旋は、
{\displaystyle r=\left(\varphi ^{\frac {5}{3\pi }}\right)^{\theta }}
で表すことができる。
後述する黄金グノモンも同様に対数螺旋を描くことができ、
{\displaystyle r=\left(\varphi ^{2{\frac {5}{2\pi }}}\right)^{\theta }}
で表される。

### タイリング
非周期タイリングの一つであるペンローズ・タイルには、黄金三角形と黄金グノモン(ロビンソン三角形)が使われる。
P2型ペンローズ・タイルで使われるカイトという四辺形は二つの黄金三角形からなり、ダーツという四辺形は二つの黄金グノモンからなる。
P3型ペンローズ・タイルで使われる菱形は、細い菱形は二つの黄金三角形からなり、太い菱形は二つの黄金グノモンからなる。なお、いずれの菱形も黄金菱形とは異なるため、注意が必要である。

カイト(左)とダーツ(右)。
P3型ペンローズ・タイル。

## 黄金グノモン

黄金グノモン。等辺と底辺の比は黄金比の逆数1/φに等しい。

黄金グノモン（英語: Golden gnomon）は、等辺と底辺の比が黄金比の逆数{\displaystyle {\frac {1}{\varphi }}={\frac {{\sqrt {5}}-1}{2}}}となる二等辺三角形であり、黄金三角形と深い関連性を持つ。

### 角度
黄金グノモンの頂角の大きさは、
{\displaystyle \theta ={\frac {3\pi }{5}}=108^{\circ }.}
であり、黄金三角形と同様に次のように求められる。
{\displaystyle \theta =\pi -2\arccos \left({\frac {\varphi }{2}}\right)=\pi -{\frac {2\pi }{5}}={\frac {3\pi }{5}}.}
よって、黄金グノモンは鈍角二等辺三角形であり、残りの2つの角は36度となる。黄金グノモンは、3つの角の比が 1:1:3 となる唯一の三角形である。

### 長さと面積
黄金グノモンの頂角から底辺に下ろした垂線の長さh'は、底辺の長さb'を用いて、
{\displaystyle h'={\frac {1}{2}}b'{\sqrt {5-2{\sqrt {5}}}}}
と表されるため、黄金グノモンの面積S'は、
{\displaystyle h'={\frac {1}{4}}b'^{2}{\sqrt {5-2{\sqrt {5}}}}}
と表すことができる。
黄金グノモンの内接円の半径r'は、
{\displaystyle r'={\frac {2S'}{b'(1+{\frac {2}{\varphi }})}}={\frac {1}{2}}b'{\sqrt {\frac {5-2{\sqrt {5}}}{5}}}}
である。

### 黄金三角形との関係
- 黄金三角形の底角の一つを二等分すると、黄金三角形と黄金グノモンに分割することができ、自己相似性を持つ[1]。
- 黄金グノモンの頂角を三等分すると、黄金三角形と二つの黄金グノモンに分割することができ、同様に自己相似性を持つ。
- 正五角形の一つの角を三等分する(対角線を引く)と、黄金三角形と二つの黄金グノモンに分割することができる。
- 黄金三角形と黄金グノモンはロビンソン三角形と呼ばれ[3]、それぞれ鋭角ロビンソン三角形と鈍角ロビンソン三角形と呼ばれることがある。